# Patrik Jensen
Patrik Jensen är en svensk gitarrist och låtskrivare. Jensen föddes i Borlänge, men flyttade tidigt till Edmonton, Kanada. Efter ett antal år utomlands flyttade han tillbaka till Sverige och Linköping. Han var med och bildade thrash metal-banden The Haunted och Witchery där han fortfarande är aktiv. Jensen har tidigare varit medlem i black metal-bandet Satanic Slaughter samt i Seance och Orchriste.

## Diskografi

### Med Satanic Slaughter
- One Night in Hell (demo) – 1988
- Satanic Slaughter – 1996
- Land of the Unholy Souls – 1997

### Med Orchriste
- Necronomicon (demo) – 1989

### Med Seance
- Levitised Spirit (demo) – 1991
- Fornever Laid to Rest (fullängdare) – 1992
- Saltrubbed Eyes (fullängdare) – 1993

### Med The Haunted
- The Haunted – 1998
- The Haunted Made Me Do It – 2000
- Live Rounds In Tokyo (live) – 2001
- One Kill Wonder – 2003
- rEVOLVEr – 2004
- The Dead Eye – 2006
- Versus – 2008
- Unseen – 2011

### Med Witchery
- Restless & Dead – 1998
- Witchburner (EP) – 1999
- Dead, Hot and Ready – 1999
- Symphony for the Devil – 2001
- Don't Fear the Reaper – 2006